# Nazionale maschile under 18 di pallacanestro del Cile
La nazionale di pallacanestro cilena Under-18 è una selezione giovanile della nazionale cilena di pallacanestro, ed è rappresentata dai migliori giocatori di nazionalità cilena di età non superiore ai 18 anni.
Partecipa a tutte le manifestazioni internazionali giovanili di pallacanestro per nazioni gestite dalla FIBA.

## Partecipazioni

### FIBA Americas Under-18 Championship for Men
- 2016 - 6°